# Rafael Kramann
Rafael Johannes Thomas Kramann (* 1981 in Euskirchen) ist ein deutscher Nephrologe an der Uniklinik Aachen. Er ist vor allem für seine Arbeiten zur Pathogenese und experimentellen Therapie der Fibrose bekannt.

## Leben und Wirken
Kramann studierte an der RWTH Aachen Medizin und promovierte an der dortigen Klinik für Kardiologie und Angiologie. Ab 2008 war er Assistenzarzt an der Klinik für Nephrologie und Klinische Immunologie. Als Postdoktorand arbeitete er bei Benjamin Humphreys (und Benjamin Ebert) an der Harvard University. Heute (Stand 2023) ist Kramann Professor für Innere Medizin und Direktor der Klinik für Nieren- und Hochdruckkrankheiten, rheumatologische und immunologische Erkrankungen (Medizinische Klinik II) der Uniklinik Aachen.
Kramann betreibt translationale Forschung zur Organfibrose und konnte zur Aufklärung der Herkunft der Myofibroblasten in der Fibrose wesentlich beitragen sowie das Protein Nkd 2 als Ziel für eine potentielle Medikamentenentwicklung gegen Fibrose identifizieren.
Laut Google Scholar hat Kramann einen h-Index von 54, laut Datenbank Scopus einen von 46 (jeweils Stand Juli 2023).

## Publikationen (Auswahl)
- Yaoxian Xu, Christoph Kuppe, Javier Perales-Patón, Sikander Hayat, Jennifer Kranz, Ali T. Abdallah, James Shiniti Nagai, Li Z, Fabian Peisker, Turgay Saritas, Maurice Halder, Sylvia Menzel, Konrad Hoeft, Annegien Kenter, Hyojin Kim, Claudia R.C. van Roeyen, Michael Lehrke, Julia Moellmann, Thimoteus Speer, Eva Miriam Buhl, Remco Hoogenboezem, Peter Boor, Jitske Jansen, Cordula Knopp, Ingo Kurth, Bart Smeets, Eric Bindels, Marlies E.J. Reinders, Carla C. Baan, Joost Gribnau, Ewout J. Hoorn, J. Steffens, Tobias B. Huber, Ivan G. Costa, Jürgen Floege, Rebekka K. Schneider, Julio Saez-Rodriguez, Benjamin Freedman, Rafael Kramann: Adult human kidney organoids originate from CD24+ cells and represent an advanced model for adult polycystic kidney disease. In: Nature Genetics. 2022, Band 54, Nummer 11, S. 1690–1701 doi:10.1038/s41588-022-01202-z.
- Christoph Kuppe, Ricardo O. Ramirez Flores, Li Z, Sikander Hayat, Rebecca T. Levinson, Xian Liu, Monica T Hannani, Jovan Tanevski, Florian Wünnemann, James Shiniti Nagai, Maurice Halder, David Schumacher, Sylvia Menzel, Gideon Schäfer, Konrad Hoeft, Mingbo Cheng, Susanne Ziegler, Xiaoting Zhang, Fabian Peisker, Nadine Kaesler, Turgay Saritas, Yaoxian Xu, Astrid Kassner, Jan Gummert, Michiel Morshuis, Junedh M. Amrute, Rogier J. A. Veltrop, Peter Boor, Karin Klingel, Linda W. van Laake, Aryan Vink, Remco Hoogenboezem, Eric Bindels, Leon J. Schurgers, Susanne Sattler, Denis Schapiro, Rebekka K. Schneider, Kory J. Lavine, Hendrik Milting, Ivan G. Costa, Julio Saez-Rodriguez, Rafael Kramann: Spatial multi-omic map of human myocardial infarction. In: Nature. 2022, Band 608, Nummer 7924, S. 766–777 doi:10.1038/s41586-022-05060-x.
- Fabian Peisker, Maurice Halder, James Shiniti Nagai, Susanne Ziegler, Nadine Kaesler, Konrad Hoeft, Ronghui Li, Eric Bindels, Christoph Kuppe, Julia Moellmann, Michael Lehrke, Christian Stoppe, Michael T. Schaub, Rebekka K. Schneider, Ivan G. Costa, Rafael Kramann: Mapping the cardiac vascular niche in heart failure. In: Nature Communications. 2022, Band 13, Nummer 1 doi:10.1038/s41467-022-30682-0.
- Jitske Jansen, Katharina C. Reimer, James Shiniti Nagai, Finny S. Varghese, Gijs J. Overheul, Marit de Beer, Rona Roverts, Deniz Daviran, Liline Fermin, Brigith Willemsen, Marcel Beukenboom, Sonja Djudjaj, Saskia von Stillfried, Larissa E. van Eijk, Mirjam F. Mastik, Marian Bulthuis, Wilfred F. A. den Dunnen, Harry van Goor, Jan-Luuk Hillebrands, Sergio Triana, Theodore Alexandrov, M. Cherelle Timm, Bartholomeus T van den Berge, Martijn van den Broek, Quincy Nlandu, Joelle Heijnert, Eric Bindels, Remco Hoogenboezem, Fieke Mooren, Christoph Kuppe, Pascal Miesen, Katrien Grünberg, Ties Ijzermans, Eric J. Steenbergen, Jan Czogalla, Michiel F. Schreuder, Nico A. J. M. Sommerdijk, Anat Akiva, Peter Boor, Victor G. Puelles, Jürgen Floege, Tobias B. Huber, Ronald P. van Rij, Ivan G. Costa, Rebekka K. Schneider, Bart Smeets, Rafael Kramann: SARS-CoV-2 infects the human kidney and drives fibrosis in kidney organoids. In: Cell Stem Cell. 2022, Band 29, Nummer 2, S. 217–231.e8 doi:10.1016/j.stem.2021.12.010.
- Christoph Kuppe, Mahmoud M. Ibrahim, Jennifer Kranz, Xiaoting Zhang, Susanne Ziegler, Javier Perales-Patón, Jitske Jansen, Katharina C. Reimer, J. F. Smith, Ross Dobie, John Wilson-Kanamori, Maurice Halder, Yaoxian Xu, Nazanin Kabgani, Nadine Kaesler, Martin Klaus, Lukas Gernhold, Victor G. Puelles, Tobias B. Huber, Peter Boor, Sylvia Menzel, Remco Hoogenboezem, Eric Bindels, J. Steffens, Jürgen Floege, Rebekka K. Schneider, Julio Saez-Rodriguez, Neil C. Henderson, Rafael Kramann: Decoding myofibroblast origins in human kidney fibrosis. In: Nature. 2020, Band 589, Nummer 7841, S. 281–286 doi:10.1038/s41586-020-2941-1.
- Rebekka K. Schneider, Ann Mullally, Aurelien Dugourd, Fabian Peisker, Remco Hoogenboezem, Paulina M H van Strien, Eric Bindels, Dirk Heckl, Guntram Büsche, David Fleck, Gerhard Müller-Newen, Janewit Wongboonsin, Monica Ventura Ferreira, Victor G. Puelles, Julio Saez-Rodriguez, Benjamin L. Ebert, Benjamin D. Humphreys, Rafael Kramann: Gli1 + Mesenchymal Stromal Cells Are a Key Driver of Bone Marrow Fibrosis and an Important Cellular Therapeutic Target. In: Cell Stem Cell. 2017, Band 20, Nummer 6, S. 785–800.e8 doi:10.1016/j.stem.2017.03.008.
- Rafael Kramann, Claudia Goettsch, Janewit Wongboonsin, Hiroshi Iwata, Rebekka K. Schneider, Christoph Kuppe, Nadine Kaesler, Monica Chang-Panesso, Flavia Gomes Machado, Susannah Gratwohl, Madhurima Kaushal, Joshua D. Hutcheson, Sanjay Jain, Elena Aikawa, Benjamin D. Humphreys: Adventitial MSC-like Cells Are Progenitors of Vascular Smooth Muscle Cells and Drive Vascular Calcification in Chronic Kidney Disease. In: Cell Stem Cell. 2016, Band 19, Nummer 5, S. 628–642 doi:10.1016/j.stem.2016.08.001.
- Rafael Kramann, Rebekka K. Schneider, Derek P. DiRocco, Flavia Gomes Machado, Susanne Fleig, Philip A. Bondzie, Joel M. Henderson, Benjamin L. Ebert, Benjamin D. Humphreys: Perivascular Gli1+ Progenitors Are Key Contributors to Injury-Induced Organ Fibrosis. In: Cell Stem Cell. 2015, Band 16, Nummer 1, S. 51–66 doi:10.1016/j.stem.2014.11.004.

## Auszeichnungen (Auswahl)
- 2013 Gewinner der Harvard University Innovation Challenge
- 2014 Stanley Shaldon Award der European Renal Association
- 2014 Nils-Alwall-Preis für klinische Forschung der Deutschen Gesellschaft für Nephrologie
- 2015 Bernd-Tersteegen-Preis des Verbands Deutscher Nierenzentren
- 2015 Carl-Ludwig-Preis der Deutschen Gesellschaft für Nephrologie
- 2017 Desiderius Award der Erasmus University Rotterdam
- 2019 Franz-Volhard-Preis der Deutschen Gesellschaft für Nephrologie[4]
- 2021 Theodor-Frerichs-Preis der Deutschen Gesellschaft für Innere Medizin[5][6]
- 2021 Wilhelm-Vaillant-Preis der Wilhelm-Vaillant-Stiftung[7]